# Zielonka (Przysucha)
Pour les articles homonymes, voir Zielonka (homonymie).
Zielonka (prononciation : [ʑeˈlɔŋka]) est un village polonais de la gmina de Gielniów dans le powiat de Przysucha de la voïvodie de Mazovie dans le centre-est de la Pologne.
Il se situe à environ 7 km au nord-ouest de Przysucha (siège du powiat) et à 98 km au sud de Varsovie (capitale de la Pologne).
Le village compte approximativement une population de 120 habitants en 2006.

## Histoire
De 1975 à 1998, le village appartenait administrativement à la voïvodie de Radom.